# کبوتر لیمویی

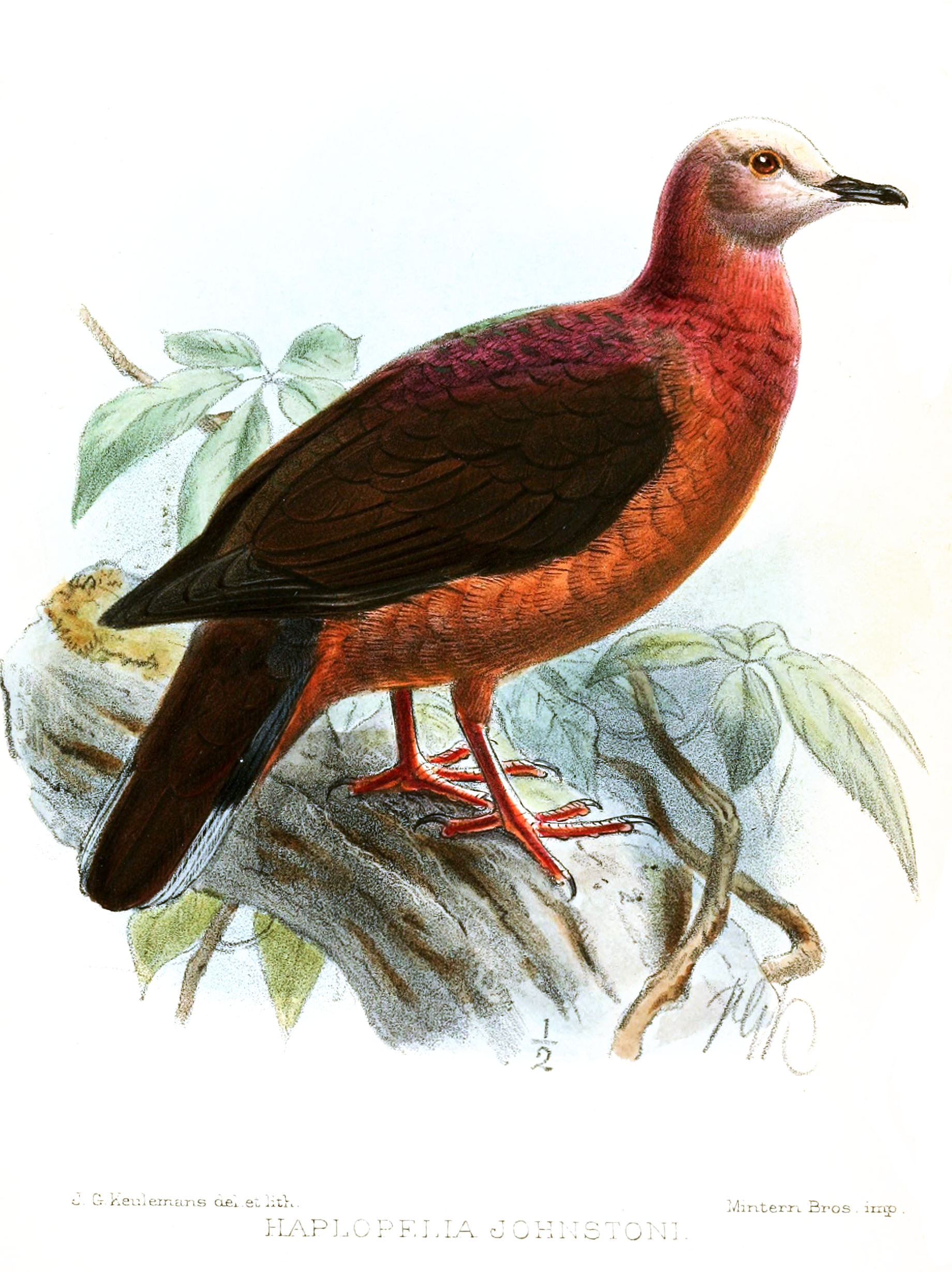
نقاشی کبوتر لیمویی

 کبوتر لیمویی (نام علمی: Columba larvata) نام یک گونه از سرده کبوتر است.